# Coupe CERS 2008-2009
Navigation
Édition précédente Édition suivante
Cet article fournit diverses informations sur la Coupe CERS de la saison 2008-2009.
La Coupe CERS est une compétition de rink hockey organisée par le CERH, le Comité Européen de Rink-Hockey. Il s'agit de la seconde plus importante compétition européenne de rink hockey. Les clubs qui y participent sont les clubs européens qui n'ont pas pu participer à la Ligue Européenne des Champions de Rink Hockey; une sorte de Coupe UEFA pour le Rink Hockey. Elle a lieu tous les ans depuis la saison 1980/1981.

## Participants
Chaque fédération nationale affiliée au CERS peut inscrire au maximum 6 clubs dans la compétition. Cependant, le club champion national ne peut participer à la Coupe CERS, car il doit s'engager dans la Ligue Européenne.

## Déroulement
Compte tenu du nombre d'équipes engagées cette année, un tour préliminaire est joué. Les équipes passant par ce premier tour sont les équipes n'ayant pas participé à l'édition précédente et les équipes les moins bien classées au niveau européen.

Le tirage au sort des matchs du tour préliminaire est réalisé afin d'éviter les confrontations entre clubs d'un même pays.

Le tour préliminaire se joue en matchs aller et retour.
La phase finale se joue en élimination directe, sous forme de matchs aller et retour. Les demi-finales et la finale se joue cependant sur un seul match et en terrain neutre, au cours d'un Final Four.

## Tour préliminaire
22 équipes participent cette année au tour préliminaire en matchs aller et retour les 18 octobre et 15 novembre 2008.
| Équipe 1       | Score | Équipe 2        | Aller | Retour |
| -------------- | ----- | --------------- | ----- | ------ |
| Roller Biasca  | 15-4  | Bury St-Edmunds | 8-1   | 7-3    |
| RHC Dornbirn   | 2-18  | CH Pati Blanes  | 1-6   | 1-12   |
| CH Lloret      | 3-1   | AS Lodi         | 2-0   | 1-1    |
| UD Oliveirense | 9-8   | H Trissino      | 6-4   | 3-4    |
| RESG Walsum    | 17-3  | Middlesbrough   | 12-1  | 5-2    |
| HC Braga       | 18-7  | US Coutras      | 10-4  | 8-3    |
| CGC Viareggio  | 11-5  | SA Mérignac     | 10-4  | 1-1    |
| SK Herringen   | 5-6   | ACR Gulpilhares | 2-2   | 3-4    |
| CH Mataró      | 8-6   | Candelaria SC   | 3-2   | 5-4    |
| H Breganze     | 8-4   | RHC Wimmis      | 3-0   | 5-4    |
| RSV Weil       | 6-4   | RSC Cronenberg  | 4-0   | 2-4    |

## Phase finale
Les huitièmes et quarts de finale se jouent en matchs aller retour. Les demi-finales et la finale se jouent au cours d'un Final Four, à Lloret del Mar, sur une seule rencontre à élimination directe.
Le club espagnol du CH Mataró remporte la compétition.
|  | Huitièmes de finale                 | Huitièmes de finale                 | Huitièmes de finale                 |                     |   | Quarts de finale                | Quarts de finale                | Quarts de finale                |  |  | Demi-finales  | Demi-finales  | Demi-finales  |  |  | Finale        | Finale        |
|  |                                     |                                     |                                     |                     |   |                                 |                                 |                                 |  |  |               |               |               |  |  |               |               |
|  | 13 décembre 2008 et 17 janvier 2009 | 13 décembre 2008 et 17 janvier 2009 | 13 décembre 2008 et 17 janvier 2009 |                     |   | 14 février 2009 et 14 mars 2009 | 14 février 2009 et 14 mars 2009 | 14 février 2009 et 14 mars 2009 |  |  | 18 avril 2009 | 18 avril 2009 | 18 avril 2009 |  |  | 19 avril 2009 | 19 avril 2009 |
|  | 13 décembre 2008 et 17 janvier 2009 | 13 décembre 2008 et 17 janvier 2009 | 13 décembre 2008 et 17 janvier 2009 |                     |   | 14 février 2009 et 14 mars 2009 | 14 février 2009 et 14 mars 2009 | 14 février 2009 et 14 mars 2009 |  |  | 18 avril 2009 | 18 avril 2009 | 18 avril 2009 |  |  | 19 avril 2009 | 19 avril 2009 |
|  | RESG Walsum                         | 3                                   | 1                                   |                     |   | 14 février 2009 et 14 mars 2009 | 14 février 2009 et 14 mars 2009 | 14 février 2009 et 14 mars 2009 |  |  | 18 avril 2009 | 18 avril 2009 | 18 avril 2009 |  |  | 19 avril 2009 | 19 avril 2009 |
|  | RESG Walsum                         | 3                                   | 1                                   |                     |   | 14 février 2009 et 14 mars 2009 | 14 février 2009 et 14 mars 2009 | 14 février 2009 et 14 mars 2009 |  |  | 18 avril 2009 | 18 avril 2009 | 18 avril 2009 |  |  | 19 avril 2009 | 19 avril 2009 |
|  | RSV Weil                            | 3                                   | 3                                   |                     |   | 14 février 2009 et 14 mars 2009 | 14 février 2009 et 14 mars 2009 | 14 février 2009 et 14 mars 2009 |  |  | 18 avril 2009 | 18 avril 2009 | 18 avril 2009 |  |  | 19 avril 2009 | 19 avril 2009 |
|  | RSV Weil                            | 3                                   | 3                                   | RSV Weil            | 3 | 0                               |                                 |                                 |  |  | 18 avril 2009 | 18 avril 2009 | 18 avril 2009 |  |  | 19 avril 2009 | 19 avril 2009 |
|  | 13 décembre 2008 et 17 janvier 2009 |                                     |                                     | RSV Weil            | 3 | 0                               |                                 |                                 |  |  | 18 avril 2009 | 18 avril 2009 | 18 avril 2009 |  |  | 19 avril 2009 | 19 avril 2009 |
|  |                                     | CH Lloret                           | 4                                   | 2                   |   |                                 |                                 |                                 |  |  | 18 avril 2009 | 18 avril 2009 | 18 avril 2009 |  |  | 19 avril 2009 | 19 avril 2009 |
|  | CH Lloret                           | CH Lloret                           | 4                                   | 2                   | 4 | 3                               |                                 |                                 |  |  | 18 avril 2009 | 18 avril 2009 | 18 avril 2009 |  |  | 19 avril 2009 | 19 avril 2009 |
|  | CH Lloret                           | 14 février 2009 et 14 mars 2009     |                                     |                     | 4 | 3                               |                                 |                                 |  |  | 18 avril 2009 | 18 avril 2009 | 18 avril 2009 |  |  | 19 avril 2009 | 19 avril 2009 |
|  | ACR Gulpilhares                     | 1                                   | 3                                   |                     |   |                                 |                                 |                                 |  |  | 18 avril 2009 | 18 avril 2009 | 18 avril 2009 |  |  | 19 avril 2009 | 19 avril 2009 |
|  | ACR Gulpilhares                     | 1                                   | 3                                   | CH Lloret           | 3 |                                 |                                 |                                 |  |  |               |               |               |  |  | 19 avril 2009 | 19 avril 2009 |
|  | 13 décembre 2008 et 17 janvier 2009 |                                     |                                     | CH Lloret           | 3 |                                 |                                 |                                 |  |  |               |               |               |  |  | 19 avril 2009 | 19 avril 2009 |
|  |                                     | CGC Viaregio                        | 0                                   |                     |   |                                 |                                 |                                 |  |  |               |               |               |  |  | 19 avril 2009 | 19 avril 2009 |
|  | H Novarra                           | CGC Viaregio                        | 0                                   | 1                   | 4 |                                 |                                 |                                 |  |  |               |               |               |  |  | 19 avril 2009 | 19 avril 2009 |
|  | H Novarra                           | 18 avril 2009                       |                                     | 1                   | 4 |                                 |                                 |                                 |  |  |               |               |               |  |  | 19 avril 2009 | 19 avril 2009 |
|  | LV La Roche sur Yon                 | 4                                   | 5                                   |                     |   |                                 |                                 |                                 |  |  |               |               |               |  |  | 19 avril 2009 | 19 avril 2009 |
|  | LV La Roche sur Yon                 | 4                                   | 5                                   | LV La Roche sur Yon | 3 | 2                               |                                 |                                 |  |  |               |               |               |  |  | 19 avril 2009 | 19 avril 2009 |
|  | 13 décembre 2008 et 17 janvier 2009 |                                     |                                     | LV La Roche sur Yon | 3 | 2                               |                                 |                                 |  |  |               |               |               |  |  | 19 avril 2009 | 19 avril 2009 |
|  |                                     | CGC Viaregio                        | 8                                   | 6                   |   |                                 |                                 |                                 |  |  |               |               |               |  |  | 19 avril 2009 | 19 avril 2009 |
|  | CGC Viaregio                        | CGC Viaregio                        | 8                                   | 6                   | 6 | 3                               |                                 |                                 |  |  |               |               |               |  |  | 19 avril 2009 | 19 avril 2009 |
|  | CGC Viaregio                        | 14 février 2009 et 14 mars 2009     |                                     |                     | 6 | 3                               |                                 |                                 |  |  |               |               |               |  |  | 19 avril 2009 | 19 avril 2009 |
|  | HC Braga                            | 3                                   | 2                                   |                     |   |                                 |                                 |                                 |  |  |               |               |               |  |  | 19 avril 2009 | 19 avril 2009 |
|  | HC Braga                            | 3                                   | 2                                   | CH Lloret           | 1 |                                 |                                 |                                 |  |  |               |               |               |  |  |               |               |
|  | 13 décembre 2008 et 17 janvier 2009 |                                     |                                     | CH Lloret           | 1 |                                 |                                 |                                 |  |  |               |               |               |  |  |               |               |
|  |                                     | CH Mataró                           | 2                                   |                     |   |                                 |                                 |                                 |  |  |               |               |               |  |  |               |               |
|  | H Breganze                          | CH Mataró                           | 2                                   | 2                   | 2 |                                 |                                 |                                 |  |  |               |               |               |  |  |               |               |
|  | H Breganze                          |                                     |                                     | 2                   | 2 |                                 |                                 |                                 |  |  |               |               |               |  |  |               |               |
|  | SCRA Saint-Omer                     | 1                                   | 5                                   |                     |   |                                 |                                 |                                 |  |  |               |               |               |  |  |               |               |
|  | SCRA Saint-Omer                     | 1                                   | 5                                   | SCRA Saint-Omer     | 2 | 1                               |                                 |                                 |  |  |               |               |               |  |  |               |               |
|  | 13 décembre 2008 et 17 janvier 2009 |                                     |                                     | SCRA Saint-Omer     | 2 | 1                               |                                 |                                 |  |  |               |               |               |  |  |               |               |
|  |                                     | UD Oliveirense                      | 3                                   | 4                   |   |                                 |                                 |                                 |  |  |               |               |               |  |  |               |               |
|  | Thunerstern RH                      | UD Oliveirense                      | 3                                   | 4                   | 3 | 1                               |                                 |                                 |  |  |               |               |               |  |  |               |               |
|  | Thunerstern RH                      | 14 février 2009 et 14 mars 2009     |                                     |                     | 3 | 1                               |                                 |                                 |  |  |               |               |               |  |  |               |               |
|  | UD Oliveirense                      | 3                                   | 8                                   |                     |   |                                 |                                 |                                 |  |  |               |               |               |  |  |               |               |
|  | UD Oliveirense                      | 3                                   | 8                                   | UD Oliveirense      | 2 |                                 |                                 |                                 |  |  |               |               |               |  |  |               |               |
|  | 13 décembre 2008 et 17 janvier 2009 |                                     |                                     | UD Oliveirense      | 2 |                                 |                                 |                                 |  |  |               |               |               |  |  |               |               |
|  |                                     | CH Mataró                           | 3                                   |                     |   |                                 |                                 |                                 |  |  |               |               |               |  |  |               |               |
|  | RHC Genève                          | CH Mataró                           | 3                                   | 2                   | 2 |                                 |                                 |                                 |  |  |               |               |               |  |  |               |               |
|  | RHC Genève                          |                                     |                                     |                     | 2 |                                 |                                 |                                 |  |  |               |               |               |  |  |               |               |
|  | CH Mataró                           | 3                                   | 4                                   |                     |   |                                 |                                 |                                 |  |  |               |               |               |  |  |               |               |
|  | CH Mataró                           | 3                                   | 4                                   | CH Mataró           | 2 | 1                               |                                 |                                 |  |  |               |               |               |  |  |               |               |
|  | 13 décembre 2008 et 17 janvier 2009 |                                     |                                     | CH Mataró           | 2 | 1                               |                                 |                                 |  |  |               |               |               |  |  |               |               |
|  |                                     | CH Pati Blanes                      | 1                                   | 1                   |   |                                 |                                 |                                 |  |  |               |               |               |  |  |               |               |
|  | Roller Biasca                       | CH Pati Blanes                      | 1                                   | 1                   | 2 | 1                               |                                 |                                 |  |  |               |               |               |  |  |               |               |
|  | Roller Biasca                       |                                     |                                     |                     | 2 | 1                               |                                 |                                 |  |  |               |               |               |  |  |               |               |
|  | CH Pati Blanes                      | 7                                   | 6                                   |                     |   |                                 |                                 |                                 |  |  |               |               |               |  |  |               |               |
|  | CH Pati Blanes                      | 7                                   | 6                                   |                     |   |                                 |                                 |                                 |  |  |               |               |               |  |  |               |               |